# Brüderstraße (Köln–Siegen)

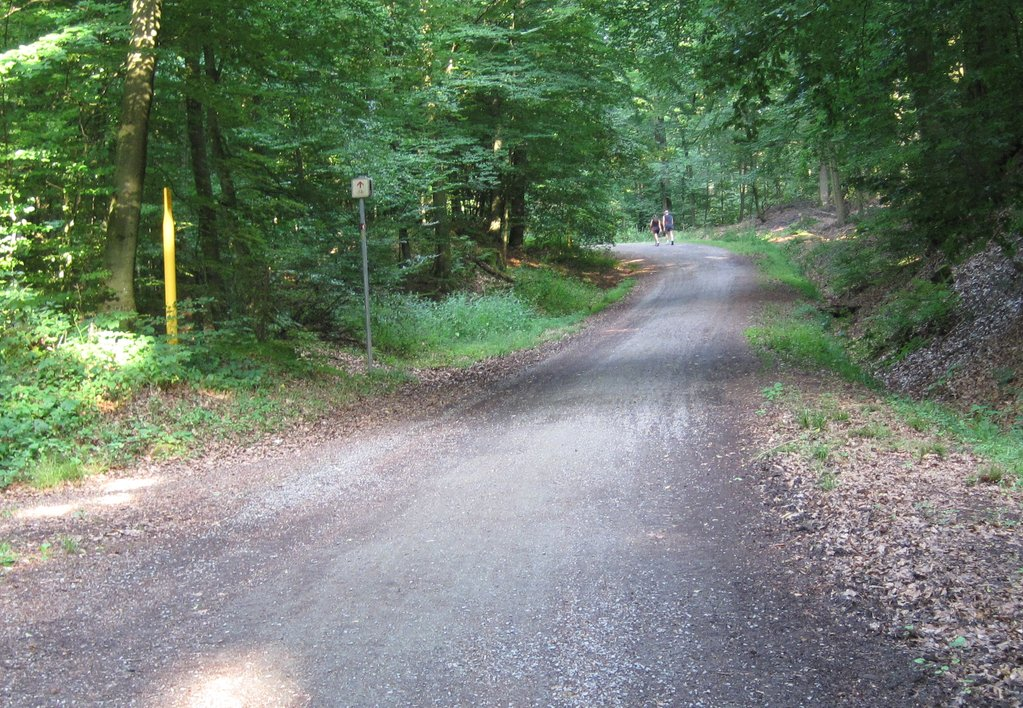
Die Brüderstraße im Königsforst.

Als Brüderstraße (alde Broederstraiß) wurde der Abschnitt einer mittelalterlichen Höhenstraße zwischen Köln und Siegen bezeichnet.

## Beschreibung
Der Name der Wegverbindung entstand durch Verballhornung aus Brückerstraße, die 1386 erstmals erwähnt wurde. Er geht zurück auf die Brücke über den Flehbach, an der sich der Ort Brück entwickelte, der 1166 erstmals erwähnt wurde.
Die Brüderstraße war Teil der Brabanter Straße, die von Flandern nach Leipzig verlief. Sie war die wichtigste Verbindung des Oberbergischen Landes mit dem angrenzenden Siegerland und dem Rhein und ein wichtiger Fernhandelsweg zwischen Köln und dem Bergbaugebiet um Siegen. Die Straße folgte den Pfaden und Saumwegen, die zur Zeit der fränkischen Besiedlung entstanden waren und meistens über Höhen führten. Sie hat nur wenige Flusseinschnitte wie beispielsweise die Agger bei Overath. Die Täler waren früher versumpft und noch nicht trockengelegt, so dass eine Wegführung nur über die Höhen möglich war. Die Höhen hatten eine natürliche Entwässerung durch das Hanggefälle und ermöglichten verhältnismäßig trockene und feste Wege.
Der Straßenzug wurde wahrscheinlich zuerst in karolingischer Zeit genutzt. Aus unterschiedlichen Gründen entstanden mit der Zeit leicht abweichende Trassenführungen – so zum Beispiel auf Nümbrechter Gebiet, dem historisch eigenständigen „Homburger Ländchen“. Die alten Handelswege waren dennoch bis in die Neuzeit in sehr schlechtem Zustand; nur im Hochsommer konnten sie mit Wagen oder Karren dauernd befahren werden. Mit dem Bau erster „Kunststraßen“ wurde erst in der Zeit der französischen Fremdherrschaft unter Napoleon begonnen. Mit dem Bau der Köln-Olper Chaussee (Bauzeit 1823 bis 1834) verlor die Brüderstraße ihre Bedeutung.

## Verlauf
Die Brüderstraße hatte folgende Wegführung:
- Deutz
- Brück (hier kreuzt die Brüderstraße den Mauspfad, den alten Handelsweg von Frankfurt nach Köln)
- Lustheide
- Frankenforst (von hier aus verläuft die Brüderstraße auch heute noch bis Untereschbach durch den Königsforst)
- Bockenberg
- Moitzfeld
- Untereschbach (hier endet der Weg durch den Königsforst in Großbuchholz)
- Steinenbrück
- Heiligenhaus
- Overath
- Burg
- Marialinden
- Federath
- Heckberg
- Drabenderhöhe (hier kreuzt die Brüderstraße die Zeithstraße, den alten Handelsweg von Hagen nach Siegburg)
- Elsenroth
- Homburgs Gericht (Galgen) an der älteren Trasse (Schloss Homburg)
- Stockheim an der jüngeren Trasse
- Prombach
- Oberbreidenbach
- Denklingen
- Erdingen
- Wildenburg
- Hohenhain (hier unmittelbar nach Hohenhain kreuzt die Brüderstraße am Dicken Schlag / Alte Schanze die nassauische Landhecke)
- Freudenberg
  - Vor der Gründung von Freudenberg verlief die Strecke entlang des Kölschen Heck an Römershagen (heute Ortsteil von Wenden; Straßenname Zollstraße), dem Löffelberg und dem Ischeroth vorbei nach Lindenberg.[2]
  - Eine später nur noch weniger genutzte Alternativroute ging vom Knippen zum Ohrndorfer Schlag und weiter zum Büschergrund, unmittelbar an der heutigen Gesamtschule vorbei.[3]
  - Vor dem Bau der Burg Freudenberg führte die Straße auch von Hohenhain aus zunächst in den Büschergrund an der heutigen Gesamtschule vorbei.[4]
  - Endgültige Route über Kölner Straße[5], Oranienstraße, Färberstraße, Oststraße, Alte Poststraße.
- Siegen

Weitere Gabelungen verbanden die Brüderstraße mit anderen Handelswegen ins Märkische Land oder über die Nutscheidstraße, mit der die Brüderstraße bei Hülstert östlich von Waldbröl zusammenlief, zur Sieg und ins Rheintal. Ein Abzweig bei Oberwiehl erreichte über Sinspert die Silberkuhle (Silber- und Bleigewinnung). Auch andere Strecken dieser von Köln oder Bonn ausgehenden Fernverbindungen tragen den Namen Brüderstraße, vermutlich deshalb, weil auf ihnen Missionare und Mönche ins Land zogen.

## Funktion als Pilgerweg
Die Brüderstraße war auch Pilgerweg. Ein Reiseitinerar berittener Aachenpilger aus Hildesheim verzeichnet 1489 die Strecke mit Übernachtungen in Siegen, Overath und Köln sowie einer Mittagsrast in Denklingen. In der A.-Mercator-Karte von 1575 sind die alten Handelswege verzeichnet.

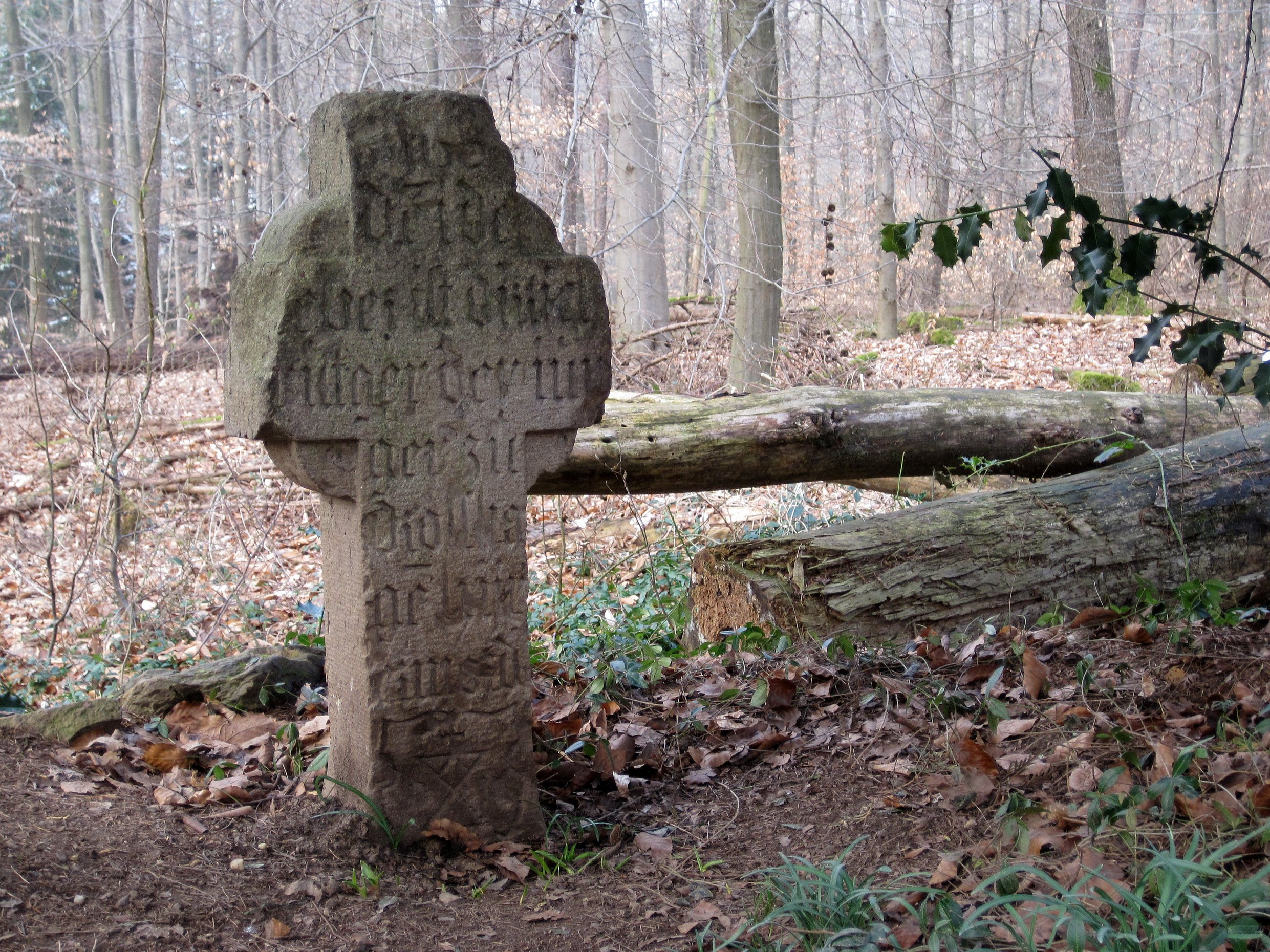
Sühnestein von 1636

Östlich von Frankenforst, kurz nachdem die Brüderstraße zu einem Wirtschaftsweg im Königsforst wird, steht am nördlichen Wegrand ein alter Sühnestein aus dem Jahre 1636 mit folgender Inschrift:
1636 den 1 dezember
ist dirich rutger
der junger zu drolshagen
hier ermord
DXP (= Gib ihm durch Christi Kreuzestod den Frieden)
2007 wurde die Brüderstraße als Bestandteil eines durchgehenden Pilgerweges, als Teil des Jakobsweges, von Görlitz nach Aachen ausgewiesen. In entgegengesetzter Richtung wurde sie von Köln nach Marburg zum Grab der hl. Elisabeth von Thüringen als Elisabethpfad gekennzeichnet.

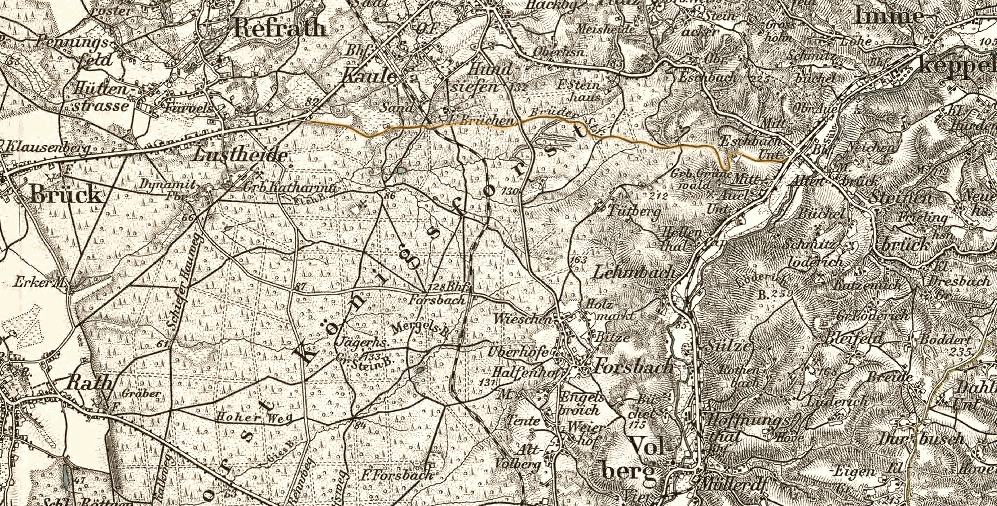
Verlauf der Brüderstraße im Königsforst um 1893.
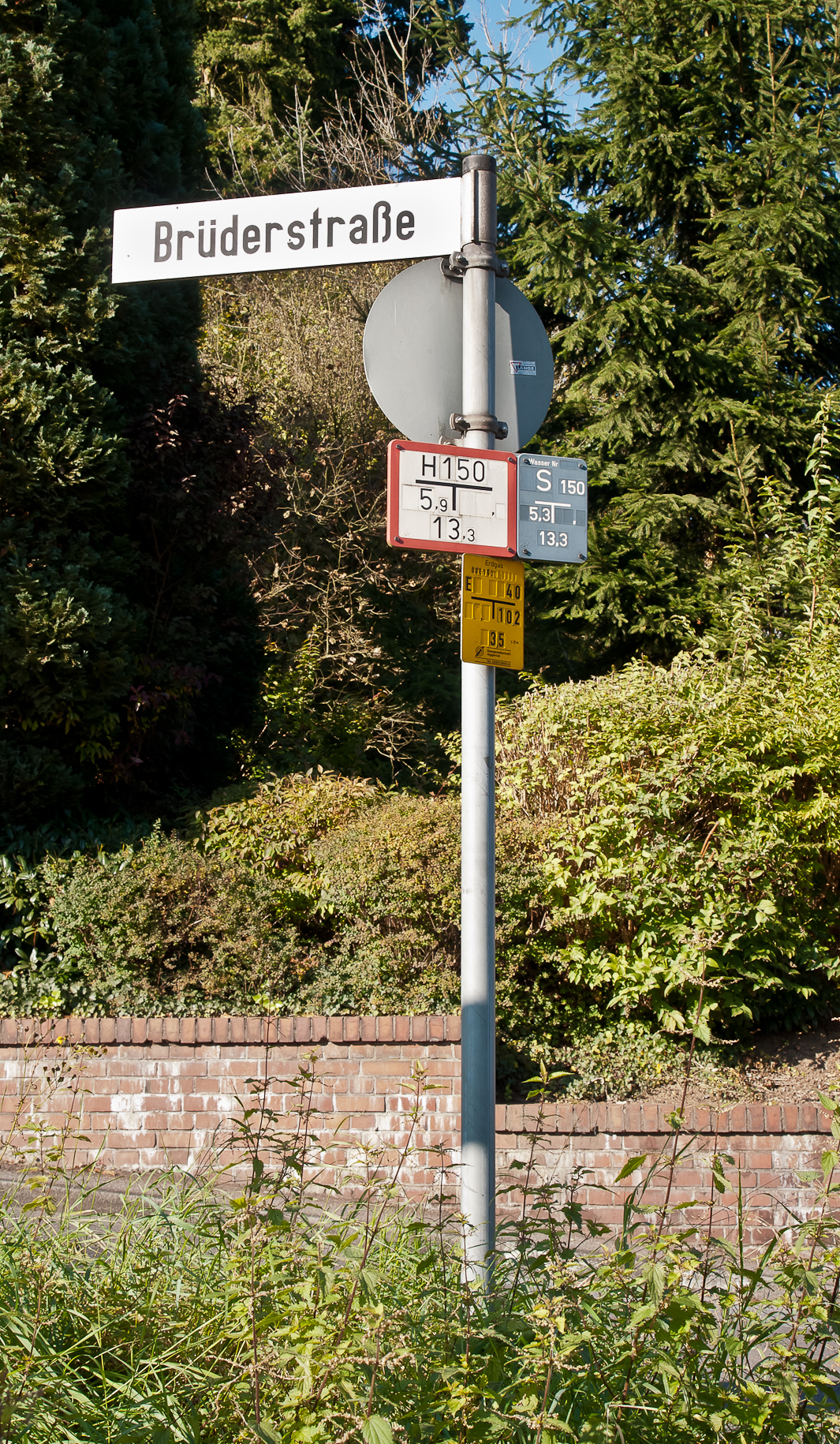
Der Name der Brüderstraße hat sich bis heute in der Straßenbezeichnung in Untereschbach erhalten.
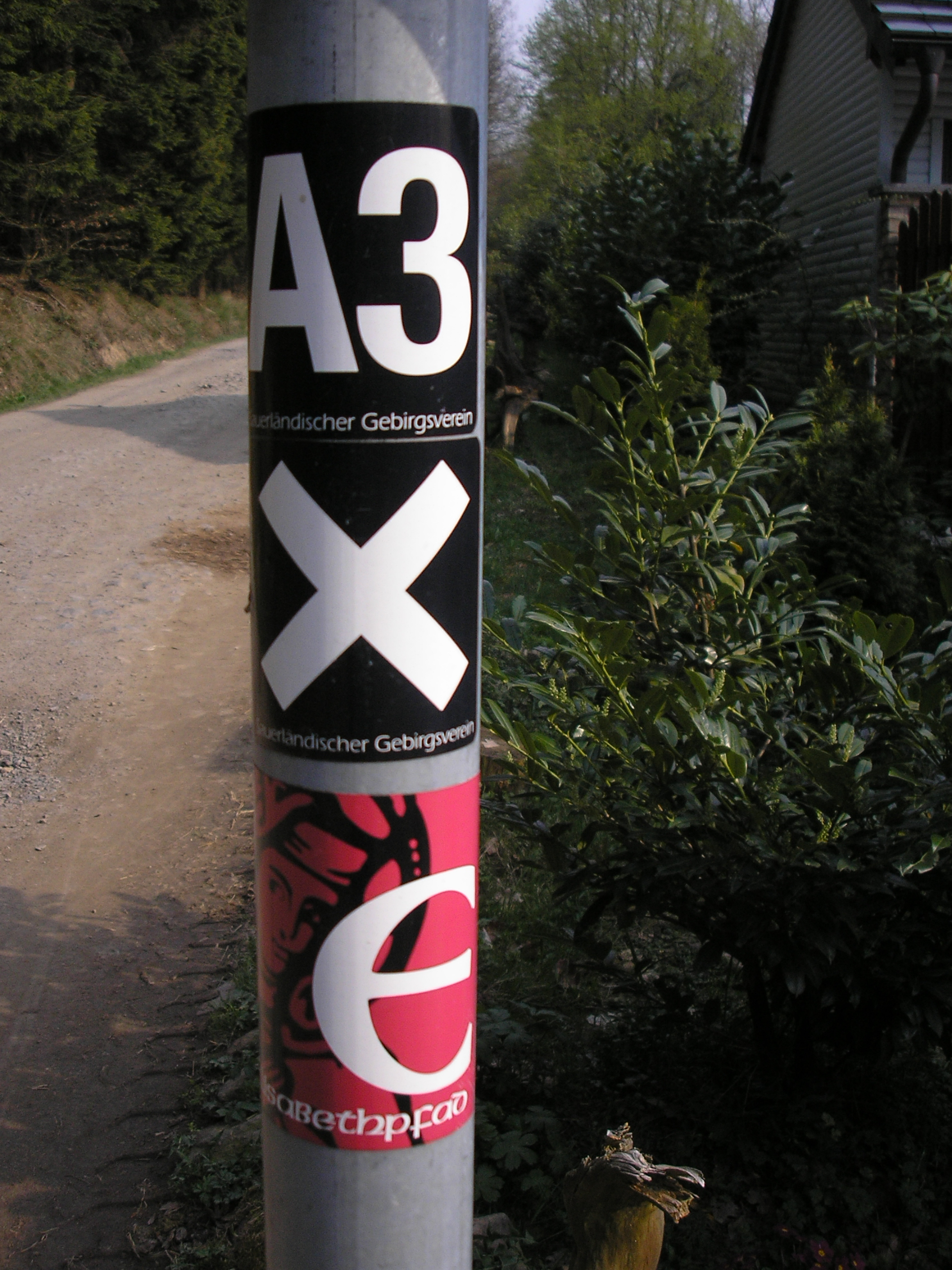
Elisabethpfad am Heckberg in der Gemeinde Much

## Bergbau
Schon in ältester Zeit betrieb man im Königsforst Bergbau. Entlang der Brüderstraße entstanden in der Mitte des 19. Jahrhunderts die Gruben Consolidierte Catharina II, Galilei, Julien, Werner, Leopold von Buch, Felix, Grünewald, Napoleon und Lüderich.